# Kerið
Kerið è un lago craterico islandese. Si trova nell'area dei Grímsnes e fa parte del Cerchio d'Oro.
La caldera è composta di pietra vulcanica rossa dovuta alla presenza di ematite, come anche negli altri vulcani della zona, ed è lunga 270 metri, larga 170 e profonda 55. Si è formata circa 6500 anni fa, probabilmente da un cono di scorie.
Il lago ha una profondità massima che varia tra i 7 e i 14 metri, a seconda delle piogge e di altri fattori, e i minerali nel suolo gli conferiscono una colorazione acquamarina.